# Federico Páez Chiriboga
Federico Páez Chiriboga (Quito, 4 de junio de 1877-Quito, 9 de febrero de 1974) fue encargado del mando supremo entre 1935 a 1937 y presidente de Ecuador con un período interino en 1937.

## Biografía
Nació el 4 de junio de 1877 en Quito. Sus padres fueron Ángel Adolfo Páez y Rita Lemus Chávez. Cambió su segundo apellido luego del divorcio de sus padres al de su bisabuelo materno. Estudió en el Liceo Hoche de París e ingeniería en las universidades de Gante y Bruselas en Bélgica. Se casó con Adelaida Espinosa García y tuvieron una hija: Rita Páez Espinosa.

## Carrera política
Fue senador y posteriormente ministro de Obras Públicas de José María Velasco Ibarra y luego del encargado del poder Antonio Pons. Simpatizaba con el socialismo y se afilió al Partido Socialista Ecuatoriano, del cual se desafilió en 1932 cuando el partido apoyó la descalificación del triunfo de Neptalí Bonifaz. Posterior a esto no volvió a estar afiliado a ningún partido. Luego de que Pons renunció, entregó el poder a una junta militar encabezada por el inspector general Benigno Andrade Flores, quien rechazó el cargo y los militares decidieron encargarle el mando supremo a Páez.

## Jefatura de Estado

### Encargo del Mando Supremo (1935 - 1937)
La dictadura de Paéz comenzó con abusos. La prensa velasquista y conservadora fue silenciada, varios periodistas fueron perseguidos, se reorganizaron los institutos de educación para limpiarlos del velasquismo, reorganizó los consejos municipales y consejos provinciales, en donde había una gran mayoría velasquista. 
El 28 de noviembre de 1936 hubo un intento de golpe de Estado contra Páez, la cual fue reprimida violentamente bajo el mando del ministro de Defensa Alberto Enríquez Gallo, provocando que el gobierno tome una postura más violenta contra los opositores, resultando la promulgación de la ley de Defensa Social, en la cual suprimió garantías constitucionales y permitía la persecución política a opositores; clausuró la Universidad Central del Ecuador, desterró y encarceló a los comunistas involucrados con la revuelta a las islas Galápagos, práctica que mantuvo con cualquier opositor, desterrando a quienes teniendo los medios económicos al exterior. 
Su gobierno tuvo una ideología socialista en un inicio, virando hacia el liberalismo al final de este, tomando inspiración de los gobiernos fascistas de Italia y Alemania en lo que corresponde a la seguridad ciudadana, enfocándose en la represión y en el fortalecimiento de la fuerza pública leal al gobernante.
Fundó la Caja del Seguro Social de Empleados Privados y Obreros en 1936, lo que sería hoy el IESS. Promulgó la Ley Orgánica del Trabajo, que reguló la huelga, establecía salario mínimo; reformó al Código Civil en relación con los hijos y madres ilegítimas otorgándoles beneficios en lo que corresponde a herencias y pensiones; coordinó el trasladó del conflicto limítrofe con Perú a Washington, para que ejerza como mediador para lograr una resolución pacífica. 
Durante su gobierno se dio celebración del Modus Vivendi con la Santa Sede, poniendo punto final a un estado de aislamiento del país con Roma, con el objetivo de liquidar las luchas religiosas en el país, restableciendo relaciones con el sumo pontífice de la Iglesia Católica Pío XI, reestableció la personería jurídica de la Iglesia y le devolvió varias propiedades nacionalizadas y trajo el cuerpo del entonces Siervo de Dios ahora Santo Hermano Miguel Febres Cordero.  
Fuente:

### Presidencia Interina (1937)
Teniendo una saludable popularidad en 1937, gracias a las renovadas relaciones con la Iglesia Católica y la repatriación del Hermano Miguel, convocó a una Asamblea Constituyente en 1937, al considerar que el país debía volver al régimen legal y constitucional, la cual tuvo muy poca afluencia en el día de las elecciones, sin la participación del partido conservador y socialista, como rechazo a las pretensiones de Páez de mantenerse en el poder.
En la primera sesión la Asamblea, compuesta principalmente por liberales partidarios de Páez y funcionarios públicos, lo eligió Presidente Constitucional Interino, teniendo intenciones de ser electo Presidente Constitucional, por lo que como primer acto amnistió a todos los presos y exiliados políticos, pero al no lograr pacificar el país, la Asamblea Constituyente le otorgó poderes extraordinarios, conformando un gabinete compuesto en su mayoría por militares, lo cual causó malestar en un sector de las Fuerzas Armadas por sus pretensiones dictatoriales, por lo que fue derrocado por su Ministro de Defensa Alberto Enríquez Gallo, el cual asumió como Jefe Supremo y disolvió la Asamblea Constituyente. Debido a que su mandato no fue ratificado ni legitimado de forma constitucional por la disolución de la asamblea constituyente, su interinazgo no es considerado constitucional.
Fuente:

#### Ministros de Estado
| Ministerio                                             | Ministro                                             |
| ------------------------------------------------------ | ---------------------------------------------------- |
| Ministerio de Defensa Nacional                         | Coronel Benigno Andrade Flores                       |
| Ministerio de Defensa Nacional                         | Coronel (después General) Alberto Enríquez Gallo     |
| Ministerio de Previsión Social, Agricultura y Comercio | General Alcides Pesantes Villacís                    |
| Ministerio de Previsión Social, Agricultura y Comercio | Colón Alejandrino Serrano Murillo                    |
| Ministerio de Previsión Social, Agricultura y Comercio | Rafael Quevedo Coronel                               |
| Ministerio de Previsión Social, Agricultura y Comercio | Teniente Coronel Segundo Virgilio Guerrero Espinosa  |
| Ministerio de Obras Públicas                           | Segundo Heliodoro Ayala Leoro                        |
| Ministerio de Educación Pública                        | Carlos Zambrano Orejuela                             |
| Ministerio de Educación Pública                        | José Antonio de Rubira Ramos                         |
| Ministerio de Educación Pública                        | Teniente Coronel Guillermo Burbano Rueda             |
| Ministerio de Gobierno                                 | Rafael Aurelio María Armando José Bayas Argudo       |
| Ministerio de Gobierno                                 | Teniente Coronel Héctor Eduardo Salgado Ruiz         |
| Ministerio de Fomento, Hacienda y Crédito Público      | Gerónimo Avilés Aguirre                              |
| Ministerio de Fomento, Hacienda y Crédito Público      | Alberto Wither Navarro                               |
| Ministerio de Fomento, Hacienda y Crédito Público      | Teniente Coronel Heliodoro Alberto Sáenz Rivadeneira |
| Ministerio de Relaciones Exteriores                    | General Ángel Isaac Chiriboga Navarro                |
| Ministerio de Relaciones Exteriores                    | Carlos Manuel Larrea Rivadeneira                     |

Fuente:

## Vida pospresidencia
Luego de su derrocamiento, Páez se autoexilió a Costa Rica y se alejó por completo de la actividad pública hasta su fallecimiento en Quito a los 96 años de edad, por lo que es uno de los presidentes más longevos de la historia.

## Sucesión
| Predecesor: Antonio Pons (e) | Presidente de la República del Ecuador Encargado de facto (1935-1937) Interino (1937) 26 de septiembre de 1935 - 23 de octubre de 1937 | Sucesor: Alberto Enríquez Gallo (De facto) |